# Manny Leaks
Emanuel "Manny" Leaks Jr. (Cleveland, Ohio, 27 de noviembre de 1945) es un exjugador de baloncesto estadounidense que jugó durante dos temporadas en la NBA y cuatro más en la ABA. Con 2,03 metros de estatura, lo hacía en la posición de alero.

## Trayectoria deportiva

### Universidad
Jugó durante tres temporadas con los Purple Eagles de la Universidad de Niágara, en las que promedió 17,3 puntos y 15,0 rebotes por partido.

### Profesional
Fue elegido en la vigésima posición del Draft de la NBA de 1968 por Detroit Pistons, y también por los Kentucky Colonels en el draft de la ABA, fichando por estos últimos. Tras 22 partidos disputados, fue traspasado junto con Randy Mahaffey a New York Nets a cambio de Dan Anderson y Oliver Darden. Pero no acabó en los Nets la temporada, ya que fue nuevamente traspasado, esta vez a los Dallas Chaparrals.
En los Chaparrals al fin jugó una temporada completa con el mismo equipo, la única de toda su etapa en la ABA, y a la postre la mejor de su carrera. Promedió 18,8 puntos y lideró a su equipo con 12,5 rebotes por partido, acabando entre los 10 mejores reboteadores de toda la liga. Mediada la siguiente temporada regresó a los Nets a cambio de Ed Johnson y Levern Tart, quienes al año siguiente lo traspasarían a Utah Stars a cambio de Gene Moore. En los Stars jugó 42 partidos, en los que sus estadísticas bajaron hasta los 5,2 puntos y 4,3 rebotes, antes de ser traspasado sin terminar la temporada a The Floridians, junto con Rick Fisher, a cambio de Ira Harge.
En el equipo de Miami fue titular en los 18 partidos que jugó, volviendo a aumentar sus estadísticas, promediando 15,4 puntos y 9,8 rebotes por partido. Pero no tuvo continuidad, ya que la franquicia desapareció al término de la temporada, fichando como agente libre por Philadelphia 76ers, debutando así en la NBA. Fue titular indiscutible en la peor temporada de un equipo en la historia de la liga, en la que únicamente consiguieron 9 victorias por 73 derrotas. Locks promedió 11,0 puntos y 8,3 rebotes por partido. Tras ser despedido, firmó con los Capital Bullets, donde jugaría su última temporada antes de retirarse.

## Estadísticas de su carrera en la NBA y la ABA

### Temporada regular
| Temporada | Edad | Equipo             | Liga  | P   | TIT | MIN  | TC  | TCA  | %TC  | 3P  | 3PA | %3P  | TL  | TLA | %TL  | R.OF. | R.DEF. | REB  | ASIS | ROB | TAP | PER | FP  | PTS  |
| 1968-69   | 23   | TOTAL              | ABA   | 78  |     | 26.8 | 3.8 | 9.7  | .396 | 0.0 | 0.0 | .000 | 2.1 | 2.9 | .699 | 4.1   | 5.7    | 9.8  | 1.2  |     |     | 1.2 | 3.2 | 9.7  |
| 1968-69   | 23   | Kentucky Colonels  | ABA   | 31  |     | 21.7 | 2.8 | 7.7  | .370 | 0.0 | 0.0 |      | 1.5 | 2.2 | .687 | 2.8   | 4.7    | 7.5  | 1.0  |     |     | 1.0 | 3.3 | 7.2  |
| 1968-69   | 23   | New York Nets      | ABA   | 20  |     | 35.7 | 4.8 | 14.5 | .332 | 0.0 | 0.1 | .000 | 2.9 | 4.1 | .716 | 6.7   | 7.5    | 14.2 | 2.0  |     |     | 1.7 | 3.1 | 12.5 |
| 1968-69   | 23   | Dallas Chaparrals  | ABA   | 27  |     | 26.0 | 4.3 | 8.5  | .502 | 0.0 | 0.0 |      | 2.1 | 3.0 | .691 | 3.8   | 5.3    | 9.1  | 0.7  |     |     | 1.2 | 3.3 | 10.6 |
| 1969-70   | 24   | Dallas Chaparrals  | ABA   | 84  |     | 36.7 | 7.6 | 15.3 | .494 | 0.0 | 0.0 | .000 | 3.6 | 5.1 | .713 | 5.1   | 7.4    | 12.5 | 1.2  |     |     | 2.2 | 3.4 | 18.8 |
| 1970-71   | 25   | TOTAL              | ABA   | 80  |     | 32.7 | 6.4 | 13.5 | .472 | 0.0 | 0.0 | .000 | 3.5 | 4.8 | .732 | 4.0   | 6.7    | 10.7 | 1.3  |     |     | 2.1 | 2.6 | 16.2 |
| 1970-71   | 25   | Texas Chaparrals   | ABA   | 40  |     | 29.7 | 5.9 | 13.2 | .448 | 0.0 | 0.0 |      | 3.7 | 5.1 | .738 | 4.5   | 7.2    | 11.8 | 1.4  |     |     | 1.8 | 2.6 | 15.5 |
| 1970-71   | 25   | New York Nets      | ABA   | 40  |     | 35.7 | 6.9 | 13.8 | .495 | 0.0 | 0.0 | .000 | 3.3 | 4.5 | .726 | 3.4   | 6.2    | 9.6  | 1.2  |     |     | 2.5 | 2.7 | 17.0 |
| 1971-72   | 26   | TOTAL              | ABA   | 69  |     | 20.9 | 3.5 | 8.4  | .414 | 0.0 | 0.0 | .000 | 1.1 | 1.8 | .612 | 2.1   | 3.9    | 6.0  | 0.8  |     |     | 1.1 | 2.0 | 8.0  |
| 1971-72   | 26   | New York Nets      | ABA   | 9   |     | 15.8 | 2.7 | 7.9  | .338 | 0.0 | 0.0 |      | 0.7 | 1.0 | .667 | 1.2   | 3.6    | 4.8  | 0.4  |     |     | 0.6 | 1.1 | 6.0  |
| 1971-72   | 26   | Utah Stars         | ABA   | 42  |     | 13.7 | 2.2 | 6.0  | .367 | 0.0 | 0.0 |      | 0.9 | 1.5 | .600 | 2.0   | 2.6    | 4.6  | 0.6  |     |     | 0.7 | 1.7 | 5.3  |
| 1971-72   | 26   | The Floridians     | ABA   | 18  |     | 40.3 | 6.9 | 14.3 | .481 | 0.0 | 0.1 | .000 | 1.6 | 2.6 | .617 | 2.8   | 6.9    | 9.8  | 1.4  |     |     | 2.2 | 3.1 | 15.4 |
| 1972-73   | 27   | Philadelphia 76ers | NBA   | 82  |     | 30.9 | 4.6 | 11.4 | .404 |     |     |      | 1.8 | 2.4 | .720 |       |        | 8.3  | 1.2  |     |     |     | 2.3 | 11.0 |
| 1973-74   | 28   | Capital Bullets    | NBA   | 53  |     | 15.9 | 1.5 | 4.4  | .341 |     |     |      | 1.1 | 1.6 | .699 | 1.8   | 2.8    | 4.6  | 0.5  | 0.2 | 0.7 |     | 1.8 | 4.1  |
| Total     |      |                    | TOTAL | 446 |     | 28.3 | 4.8 | 10.9 | .440 | 0.0 | 0.0 | .000 | 2.3 | 3.2 | .707 | 3.6   | 5.5    | 9.0  | 1.1  | 0.2 | 0.7 | 1.7 | 2.6 | 11.9 |
|           |      |                    | ABA   | 311 |     | 29.7 | 5.4 | 11.9 | .455 | 0.0 | 0.0 | .000 | 2.6 | 3.7 | .706 | 3.9   | 6.0    | 9.9  | 1.1  |     |     | 1.7 | 2.8 | 13.5 |
|           |      |                    | NBA   | 135 |     | 25.0 | 3.4 | 8.6  | .391 |     |     |      | 1.5 | 2.1 | .714 | 1.8   | 2.8    | 6.8  | 0.9  | 0.2 | 0.7 |     | 2.1 | 8.3  |

### Playoffs
| Temporada | Edad | Equipo            | Liga  | P  | MIN | TCA | TC  | 3PA | 3P | TLA | TL | R.OF. | REB | ASIS | ROB | TAP | PER | FP | PTS | %TC  | %3P | %FT  | MIN  | PTS  | REB  | AST |
| 1969      | 23   | Dallas Chaparrals | ABA   | 7  | 199 | 28  | 69  | 0   | 0  | 15  | 18 |       | 63  | 8    |     |     | 15  | 25 | 71  | .406 |     | .833 | 28.4 | 10.1 | 9.0  | 1.1 |
| 1970      | 24   | Dallas Chaparrals | ABA   | 6  | 237 | 48  | 98  | 0   | 0  | 25  | 35 |       | 86  | 9    |     |     | 15  | 17 | 121 | .490 |     | .714 | 39.5 | 20.2 | 14.3 | 1.5 |
| 1971      | 25   | New York Nets     | ABA   | 6  | 204 | 35  | 69  | 0   | 0  | 6   | 12 | 12    | 47  | 3    |     |     | 10  | 16 | 76  | .507 |     | .500 | 34.0 | 12.7 | 7.8  | 0.5 |
| 1974      | 28   | Capital Bullets   | NBA   | 2  | 5   | 1   | 2   |     |    | 0   | 0  | 1     | 2   | 0    | 0   | 0   |     | 1  | 2   | .500 |     |      | 2.5  | 1.0  | 1.0  | 0.0 |
| Total     |      |                   | TOTAL | 21 | 645 | 112 | 238 | 0   | 0  | 46  | 65 | 13    | 198 | 20   | 0   | 0   | 40  | 59 | 270 | .471 |     | .708 | 30.7 | 12.9 | 9.4  | 1.0 |
|           |      |                   | ABA   | 19 | 640 | 111 | 236 | 0   | 0  | 46  | 65 | 12    | 196 | 20   |     |     | 40  | 58 | 268 | .470 |     | .708 | 33.7 | 14.1 | 10.3 | 1.1 |
|           |      |                   | NBA   | 2  | 5   | 1   | 2   |     |    | 0   | 0  | 1     | 2   | 0    | 0   | 0   |     | 1  | 2   | .500 |     |      | 2.5  | 1.0  | 1.0  | 0.0 |